# Gewöhnliche Sternhyazinthe
Die Gewöhnliche Sternhyazinthe (Chionodoxa luciliae), auch Schneeglanz oder Gewöhnlicher Schneestolz genannt, ist eine Pflanzenart in der Familie der Spargelgewächse (Asparagaceae). Ursprünglich kommt sie aus den Bozdağlar (Tmolos-Gebirge) der westlichen Türkei. Sie wird in den gemäßigten Zonen als Zierpflanze verwendet. In Deutschland gilt sie als ein in Einbürgerung befindlicher Neophyt.

## Beschreibung

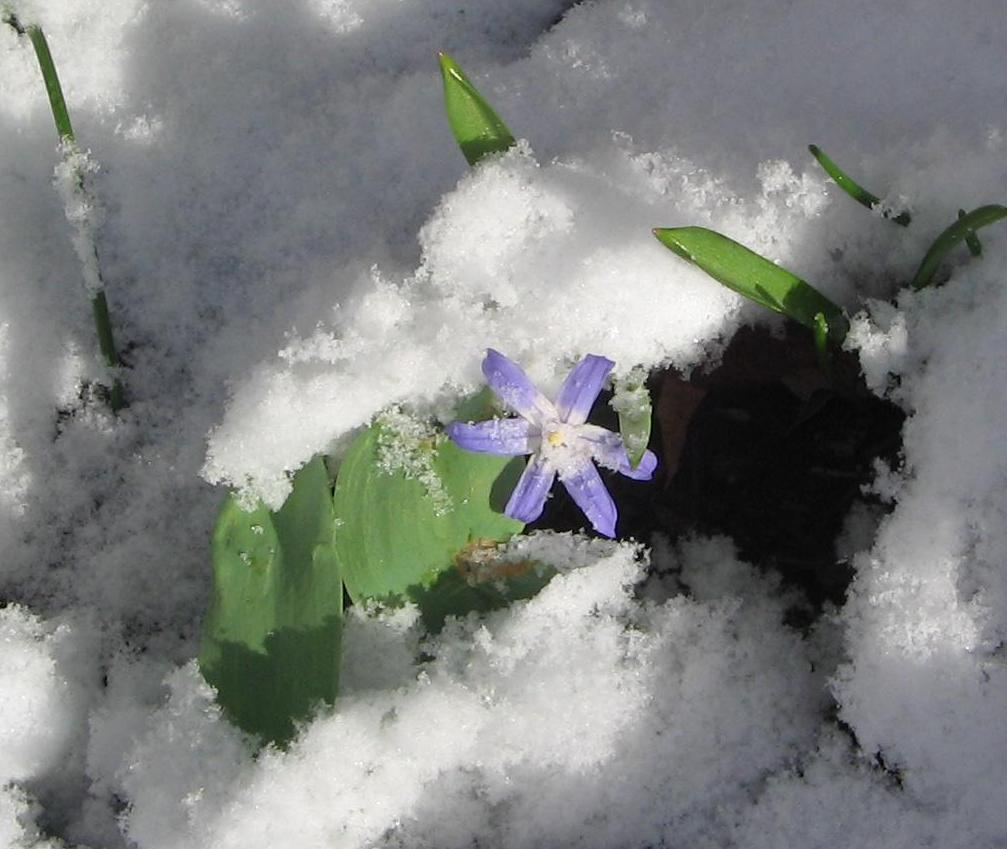
Durchbruch durch leichte Schneedecke

### Erscheinungsbild und Blätter
Die Gewöhnliche Sternhyazinthe wächst als eine ausdauernde krautige Pflanze und erreicht Wuchshöhen von meist 3 bis 10, selten bis zu 32 cm Zentimetern. Sie ist ein Geophyt. Ihr unterirdisches Überdauerungsorgan ist eine eiförmige, von einer dunkelbraunen Tunika umhüllte Zwiebel von 12 bis 25 Millimetern Länge und 10 bis 18 Millimetern Breite. Die Pflanze hat zwei bis vier grundständige Laubblätter. Die breit linealische, häufig etwas zurückgebogene Blattspreite ist etwa 7 bis 20 Zentimeter lang und zwischen 4 und 16 Millimeter breit.

### Blütenstände und Blüten
Die Gewöhnliche Sternhyazinthe blüht im Frühjahr, von März bis April. Auf einem Blütenstandsschaft befinden sich meist eine, seltener bis vier Blüten. Sie stehen an einem aufrecht gerichteten Blütenstiel, der kürzer oder genauso lang wie die Blütenhülle ist. Die zwittrigen Blüten sind dreizählig. Die sechs Blütenhüllblätter sind am Grund zu einer 2 bis 6 Millimeter langen Perigonröhre verwachsen, ihr freier Teil misst 12 bis 22 Millimeter. Die drei inneren Blütenhüllblätter sind breiter als die äußeren, besitzen eine unregelmäßige Form und ein zerknittertes Aussehen. Die Grenze zwischen der verwaschenen Weißfärbung des das „Auge“ der Blüte bildenden Grundes der Blütenhüllblätter und der hellblauvioletten Färbung ihres oberen Teiles verläuft unscharf. Die Gewöhnliche Sternhyazinthe besitzt zwei Kreise mit je drei Staubblättern mit weißen Staubfäden und gelben Staubbeuteln. Der Griffel ist 0,7 bis 1,5 Millimeter lang.

### Früchte und Samen
Die mit einem Durchmesser von 4 bis 6 Millimeter kugelförmigen Kapselfrüchte enthalten rundliche bis elliptische Samen mit weißem Elaiosom.

### Chromosomenzahl
Die Gewöhnliche Sternhyazinthe ist diploid mit einer Chromosomenzahl von 2n = 18.

## Blütenökologie
Die Gewöhnliche Sternhyazinthe entspricht dem Blumentyp der Scheibenblume. Die Nektarien befinden sich verborgen an der Basis der Staubblätter. Als typische Bestäuber fungieren Bienen, Hummeln, Wespen, Wollschweber und Schwebfliegen.

## Vorkommen
Die Gewöhnliche Sternhyazinthe ist wild nur aus dem Boz Dağ (Tmolos-Gebirge) in der westanatolischen Provinz Manisa bekannt. Sie wächst in Höhenlagen zwischen 1600 und 2000 Metern und blüht unmittelbar nach der Schneeschmelze.
Die Vorkommen in den gemäßigten Breiten, zum Beispiel in Mitteleuropa oder in Nordamerika, gehen auf verwilderte Zierpflanzen zurück. Die Gewöhnliche Sternhyazinthe ist in diesen Regionen somit eine Stinsenpflanze und in der Nähe ihrer ursprünglichen Anpflanzungsorte in Parks und waldähnlichen Anlagen zu finden. In Deutschland ist sie als in Einbürgerung begriffener Neophyt eingestuft.

## Systematik
Die Erstbeschreibung von Chionodoxa luciliae erfolgte 1844 durch Pierre Edmond Boissier. Mit dem Artepitheton ehrte Boissier seine Gattin Lucile. Synonyme sind Scilla luciliae (Boiss.) Speta und Chionodoxa gigantea Whittall.